# Dusona erythrospila
Dusona erythrospila är en stekelart som först beskrevs av Cameron 1906.  Dusona erythrospila ingår i släktet Dusona och familjen brokparasitsteklar. Inga underarter finns listade i Catalogue of Life.